# 1 Pułk Strzelców Podhalańskich
1 Pułk Strzelców Podhalańskich (1 pspodh.) – oddział piechoty Wojska Polskiego II RP.

## Powstanie pułku
Tradycje 1 pułku strzelców podhalańskich sięgają 1918, kiedy to w Nowym Sączu zaczął stacjonować batalion c. i k. Galicyjskiego Pułku Piechoty Nr 20, którego rejony werbunkowe znajdowały się na Sądecczyźnie i Podhalu. W czasie I wojny światowej pułk ten należał do 12 Dywizji Piechoty, walcząc na froncie serbskim, rosyjskim i włoskim. W ramach tego pułku powstała niepodległościowa organizacja „Wolność”, która złożona z oficerów Polaków, za cel stawiała sobie dokonanie przewrotu wojskowego w dogodnym czasie. Stało się to w Tarnowie i Nowym Sączu 31 października 1918 oraz na froncie włoskim, gdzie walczył 20 pułk piechoty. Batalion zapasowy z Tarnowa, 20 pułk z frontu włoskiego, rekonwalescenci znajdujący się wówczas w Nowym Sączu oraz resztki oficerów i żołnierzy Pułku Strzelców Nr 32, którzy wrócili do Nowego Sącza z frontu francuskiego, to oddziały, z których w listopadzie i grudniu 1918 powstał w sądeckim garnizonie 1 pułk Strzelców Podhalańskich (formalnie od 1 grudnia 1918). Pierwszym dowódcą pułku był kpt. Juliusz Siwak.
W latach 1918 – 1920 pułk zapisał piękną kartę bojową w walkach na Spiszu i Orawie, Śląsku Cieszyńskim (przeciwko Czechom), w Małopolsce Wschodniej (przeciwko Ukraińcom) i w wojnie z bolszewikami (wyprawa kijowska, kontruderzenie znad Wieprza, bitwa niemeńska). Dowodził nim wówczas płk Kazimierz Horoszkiewicz. Na pamiątkę tych wydarzeń na sztandarze pułku widniały nazwy miast: Kijów, Brześć, Grodno, Białystok.
W czerwcu 1919 jego I batalion wchodził w skład Grupy generała Henryka Minkiewicza (Grupa operacyjna „Bug”).
W grudniu 1919 batalion zapasowy pułku stacjonował w Nowym Sączu.

### Mapy walk pułku

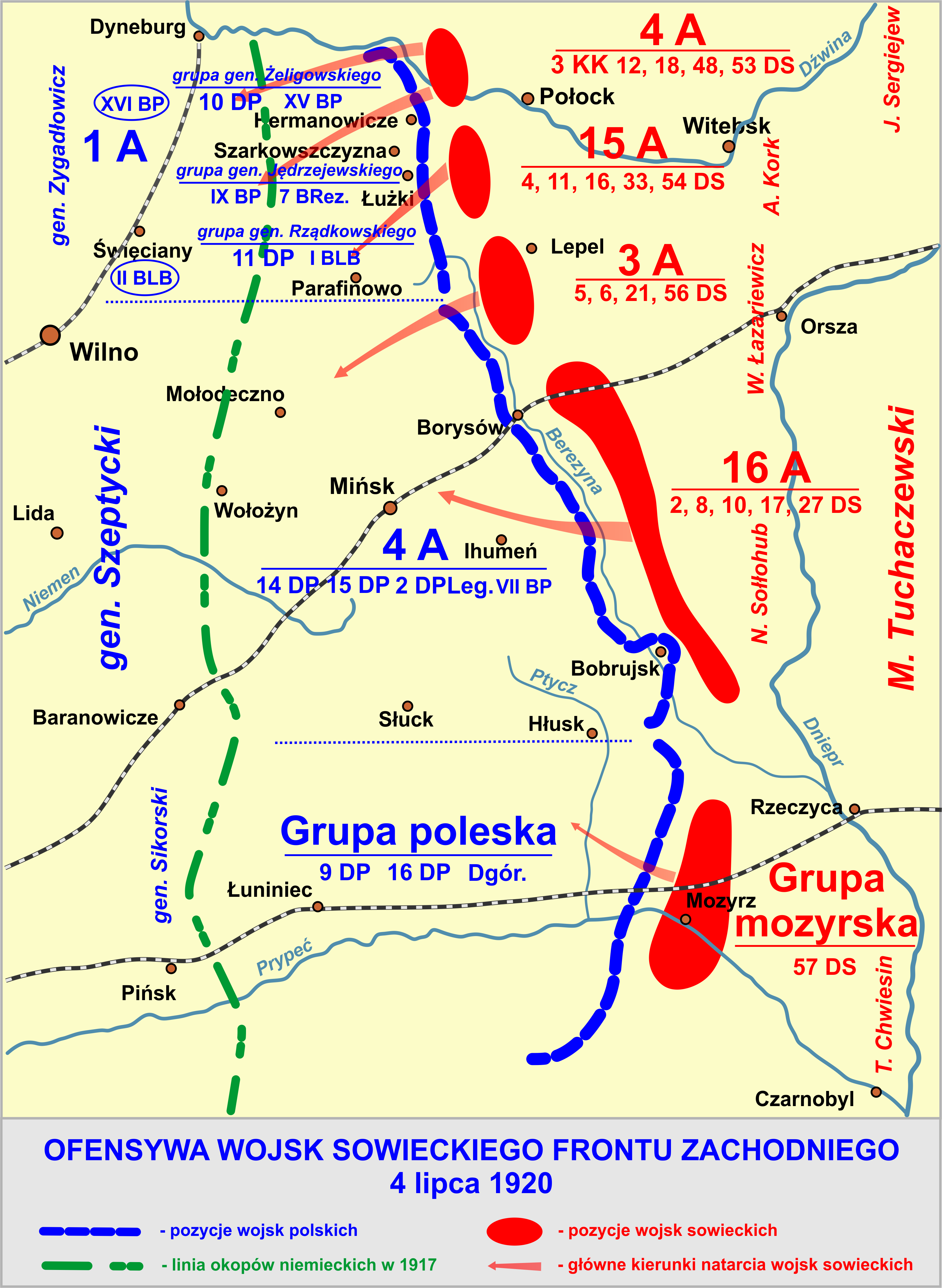
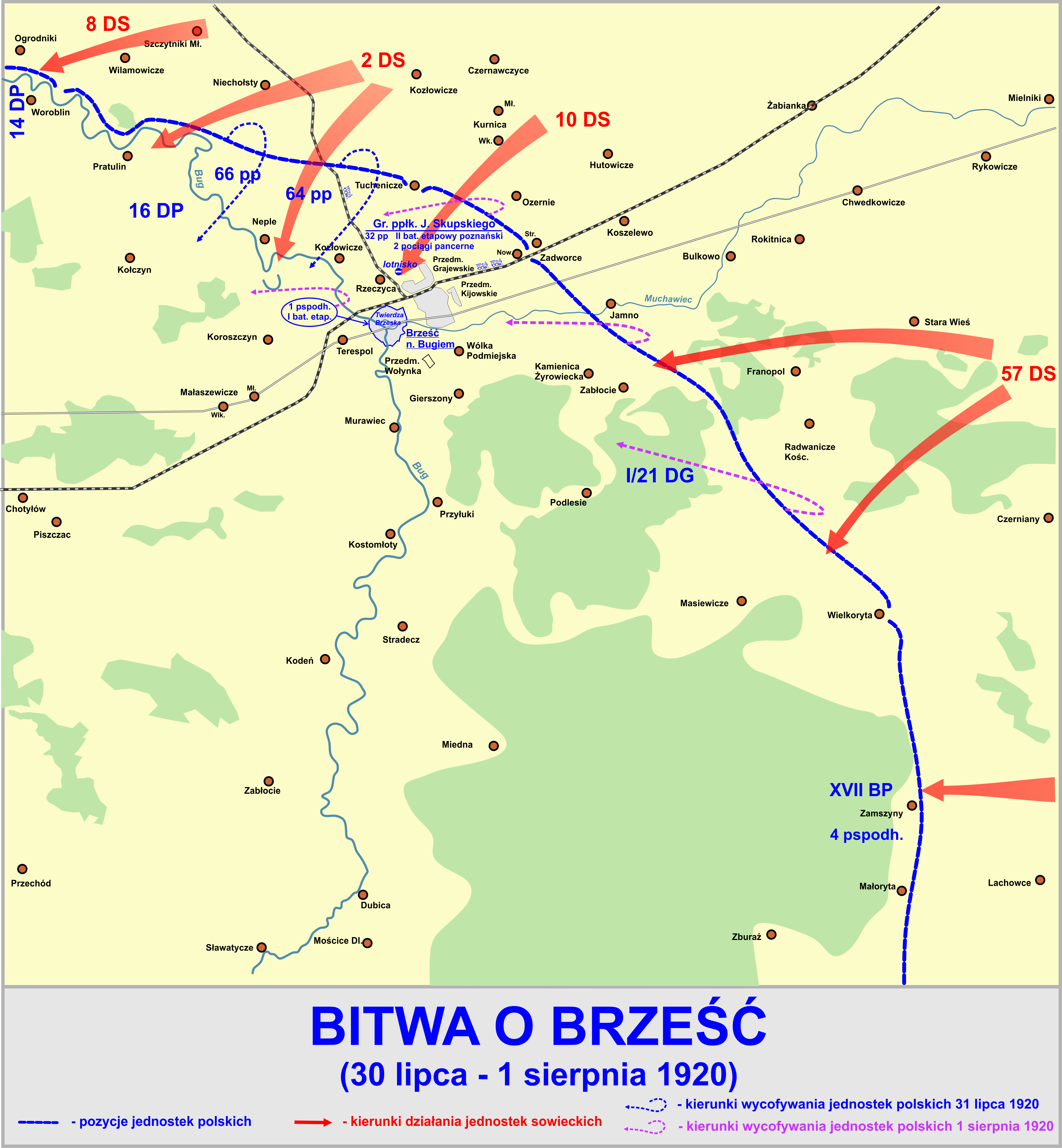
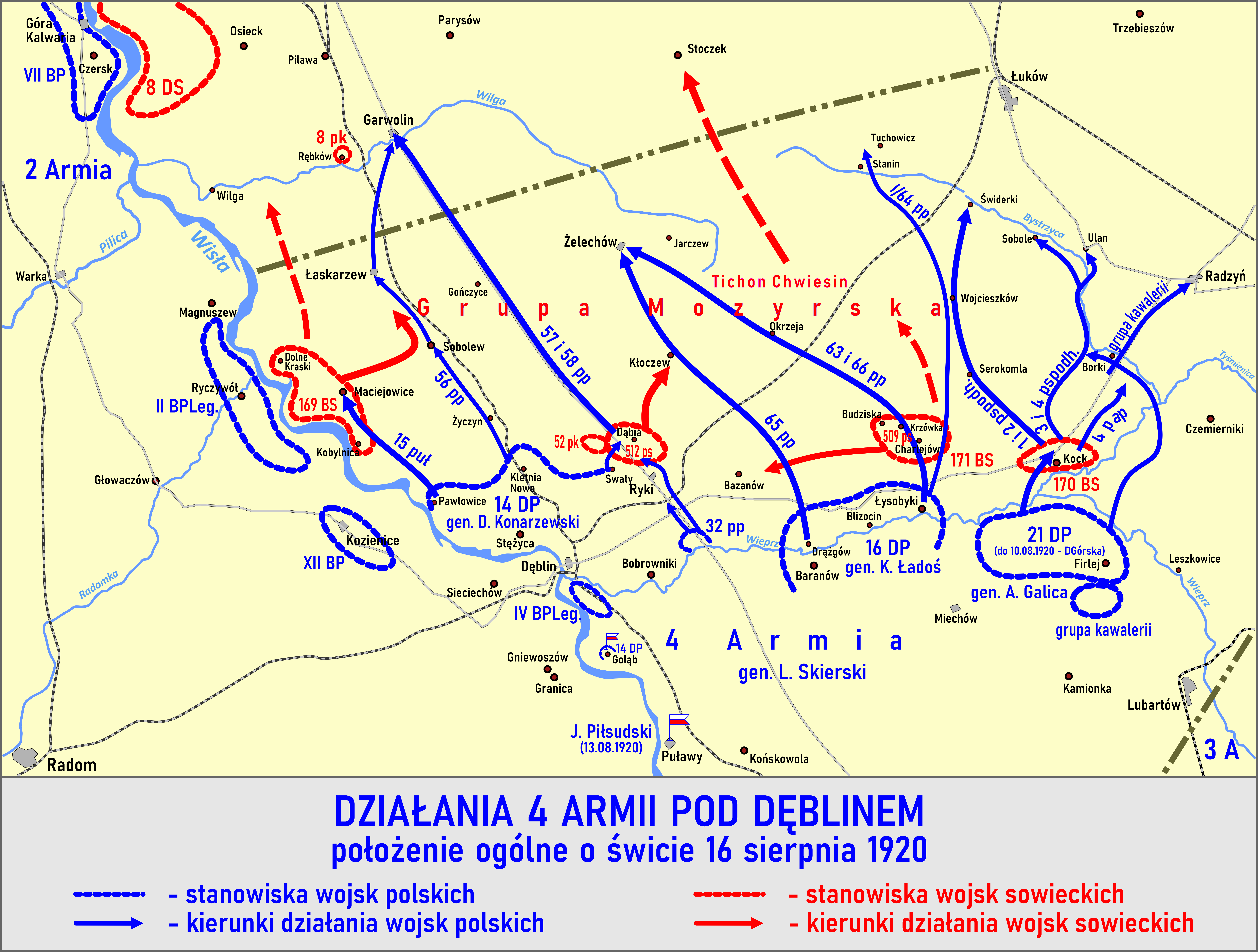
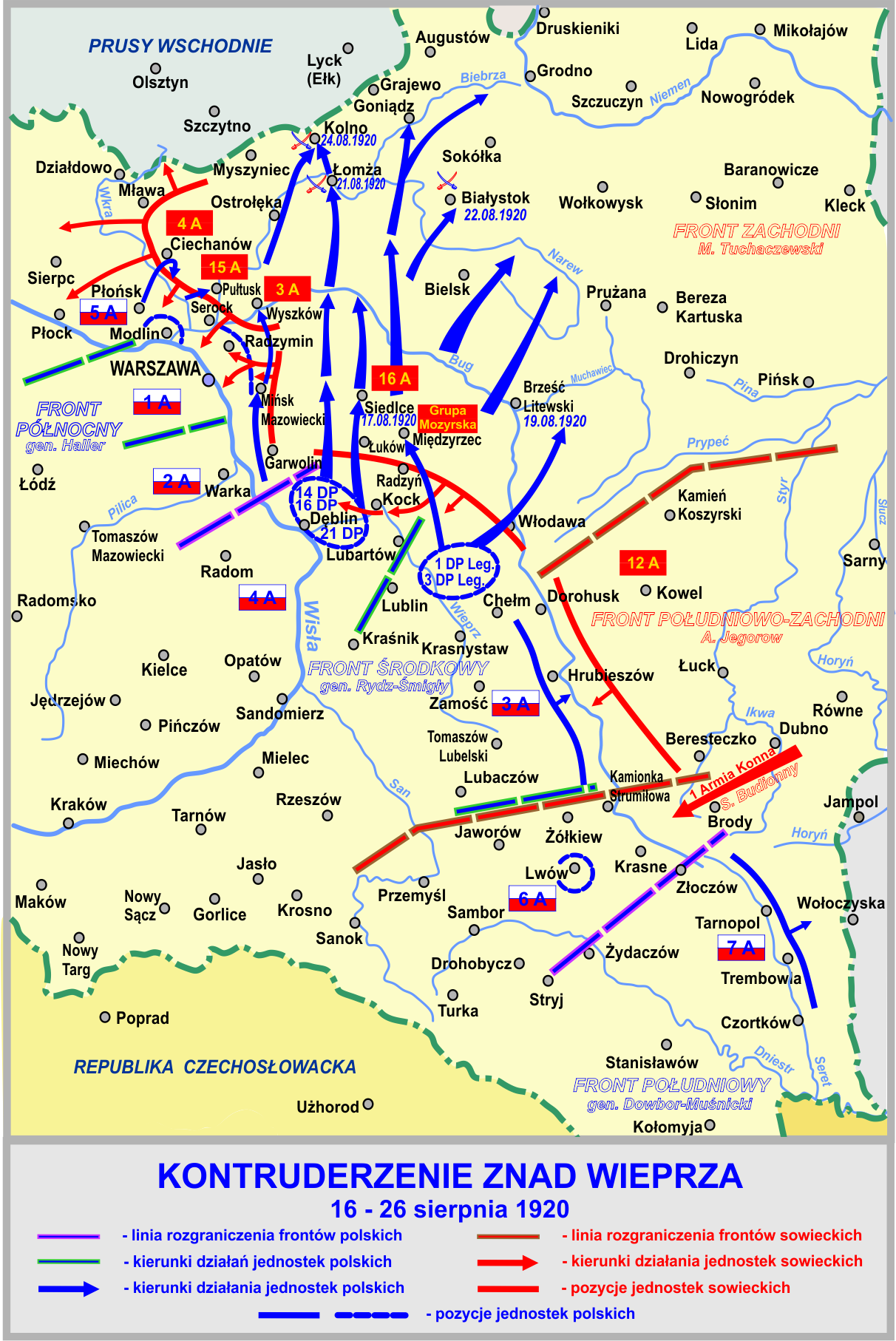
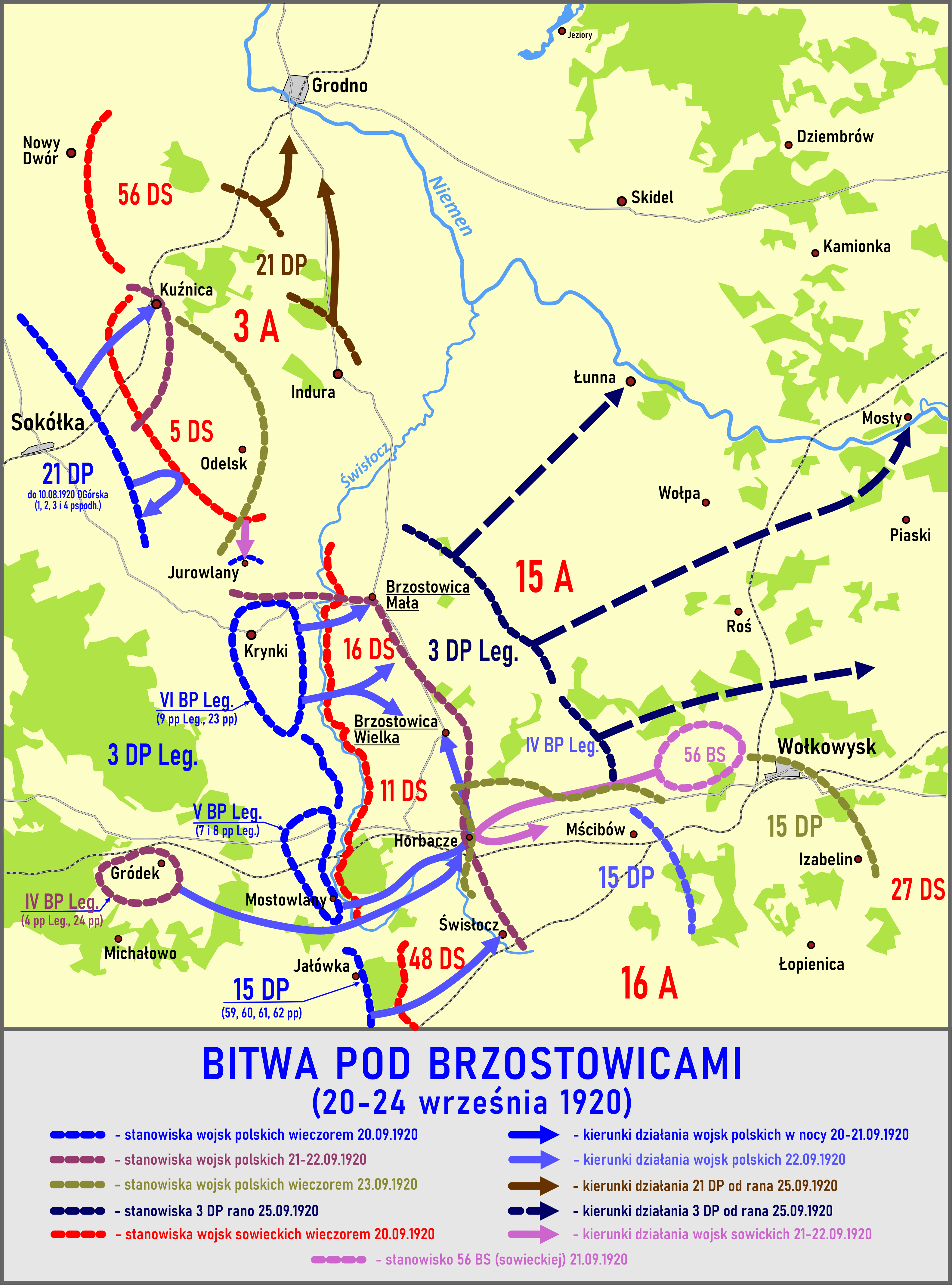
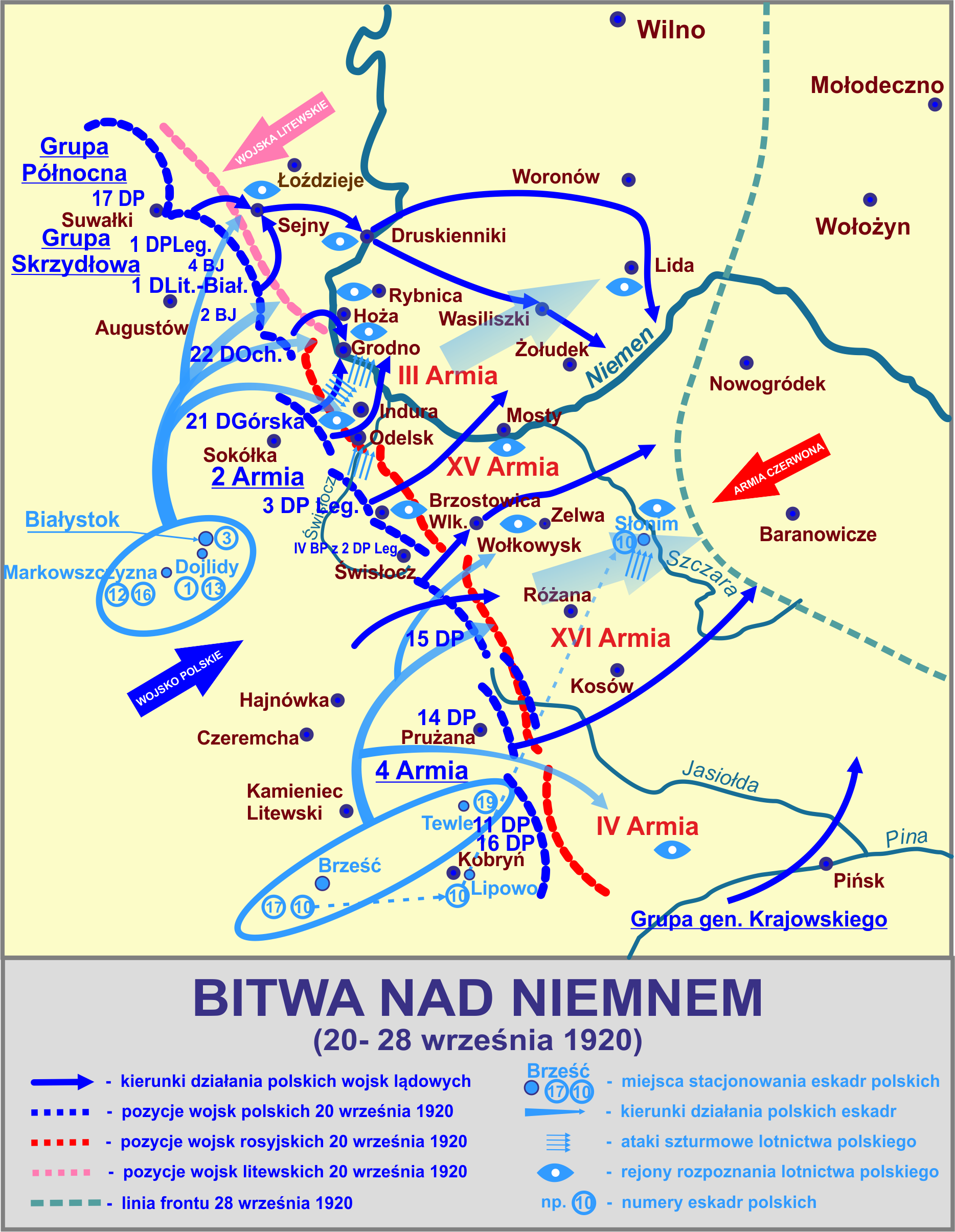

### Kawalerowie Virtuti Militari
Żołnierze pułku odznaczeni Krzyżem Srebrnym Orderu Wojskowego Virtuti Militari za wojnę 1918–1921

1. śp. ppor. Stanisław Bogusz nr 5782
2. plut. Józef Bożek
3. śp. kpt. Bronisław Duch nr 5567
4. ppor. Mieczysław Duch
5. kpt. Józef Giza
6. por. Jan Głuszek
7. płk Kazimierz Horoszkiewicz
8. kpr. Wincenty Izworski
9. por. Stanisław Jakób
10. chor. Michał Jaśnicki
11. st. sierż. Jan Józefowski nr 4986
12. ppor. Stanisław Juszczakiewicz
13. sierż. Franciszek Kantor
14. ppor. Jan Kasztelowicz
15. st. strz. Stefan Kazubski
16. por. Władysław Kiełbasa
17. ppor. Józef Kiławiec
18. ppor. Rudolf Klemens
19. śp. pchor. Bolesław Kochmański
20. por. Władysław Kumor
21. por. Stanisław Kwapniewski
22. kpt. Ludwik Franciszek Maciejowski
23. por. Bronisław Majewski nr 4985
24. kpt. Zygmunt Malik
25. plut. Julian Mucha
26. kpr. Władysław Nowak
27. kpr. Dominik Olcoń
28. sierż. Stefan Pach
29. mjr Wojciech Piasecki nr 4984
30. strz. Kacper Plewiński
31. sierż. Jan Resiuta (Resiuła)
32. ochotnik strz. Stanisław Sałek nr 1463
33. ppor. Julian Skalski
34. por. Stanisław Skibicki
35. kpt. Józef II Urbanek
36. kpt. Franciszek Wagner

## Pułk w okresie pokoju

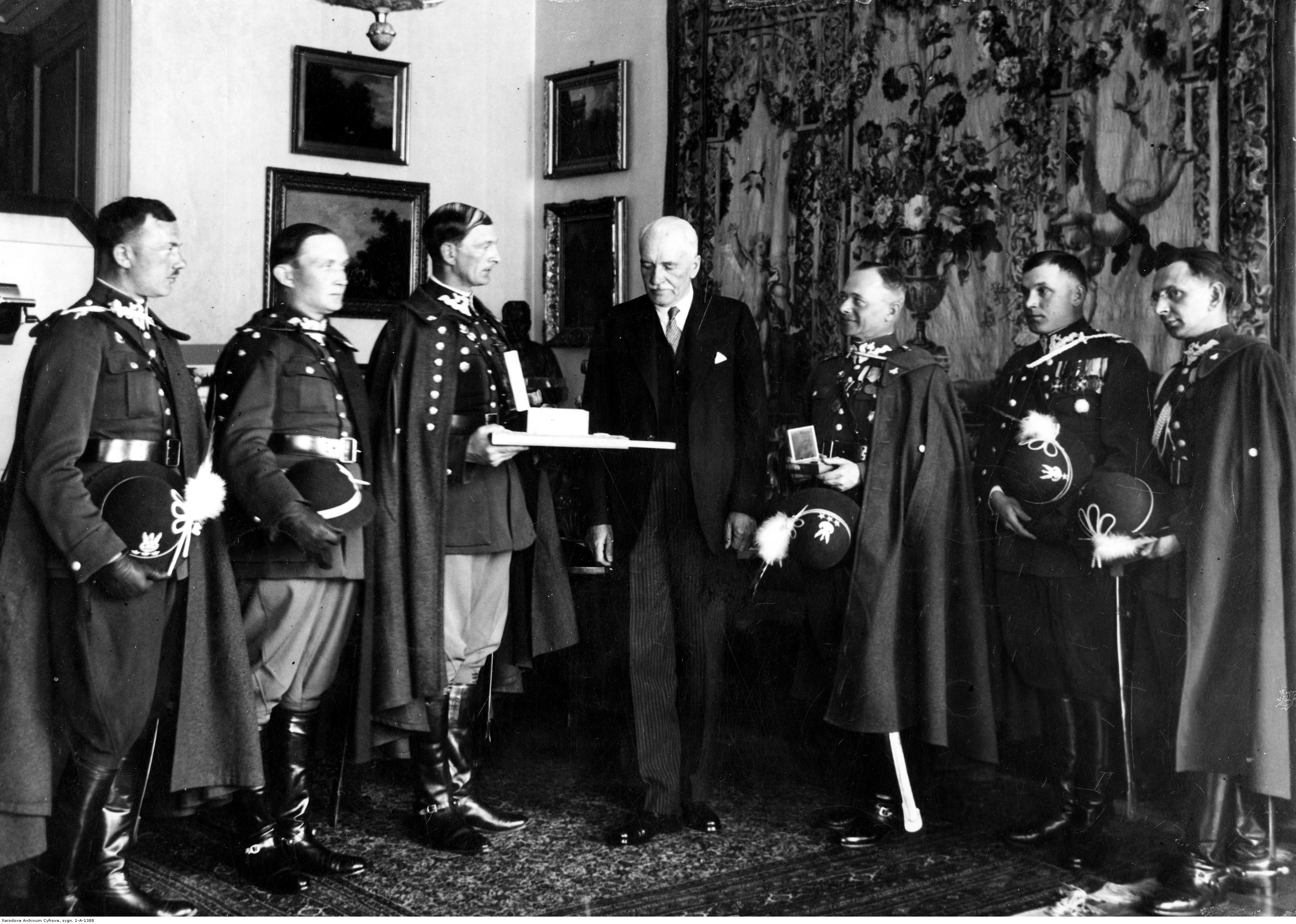
Delegacje 1 i 3 Pułku Strzelców Podhalańskich u prezydenta RP Ignacego Mościckiego; maj 1933

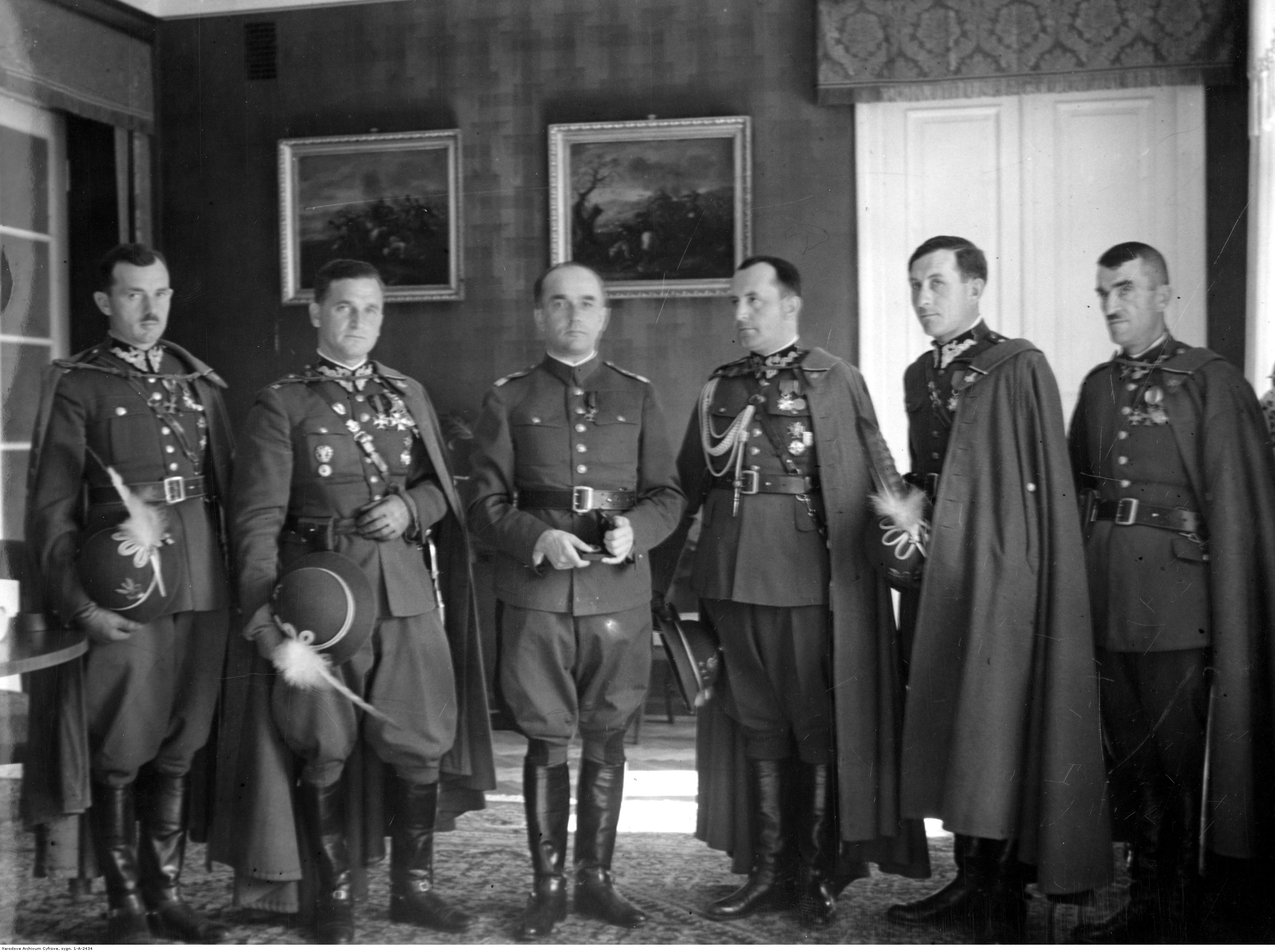
Wręczenie gen. Tadeuszowi Kasprzyckiemu odznaki 1 Pułku Strzelców Podhalańskich; wrzesień 1936

Na podstawie rozkazu wykonawczego Ministerstwa Spraw Wojskowych do Departamentu Piechoty o wprowadzeniu organizacji piechoty na stopie pokojowej PS 10–50 z 1930 roku, w Wojsku Polskim wprowadzono trzy typy pułków piechoty. 1 pułk strzelców podhalańskich zaliczony został do typu I pułków piechoty (tzw. normalnych). W każdym roku otrzymywał około 610 rekrutów. Stan osobowy pułku wynosił 56 oficerów oraz 1500 podoficerów i szeregowców. W okresie zimowym posiadał batalion starszego rocznika, batalion szkolny i skadrowany, w okresie letnim zaś batalion starszego rocznika i dwa bataliony poborowych.
Po wprowadzeniu nowej organizacji piechoty na stopie pokojowej, pułk szkolił rekrutów dla potrzeb batalionu Korpusu Ochrony Pogranicza.
22 maja 1938 1 Pułk Strzelców Podhalańskich otrzymał tytuł Honorowego Obywatelstwa Miasta Nowego Targu, a 26 maja 1938 honorowe obywatelstwo Jasła.

### Obsada personalna pułku w 1923 roku
Obsada personalna pułku w 1923 roku
- dowódca pułku – płk Jerzy Kazimierz Dobrodzicki
- zastępca dowódcy – ppłk Józef Kowzan
- p.o. dowódcy batalionu sztabowego – mjr Józef Egon Łepkowski
- dowódca I batalionu – mjr Ludwik Franciszek Maciejowski
- dowódca II batalionu – mjr Józef Giza
- dowódca III batalionu – mjr Władysław Teodor Wojakowski
- komendant Kadry Batalionu Zapasowego – mjr Edmund Januszkowski
- starszy lekarz pułku – mjr lek. Franciszek Maciak

## Kampania wrześniowa 1939

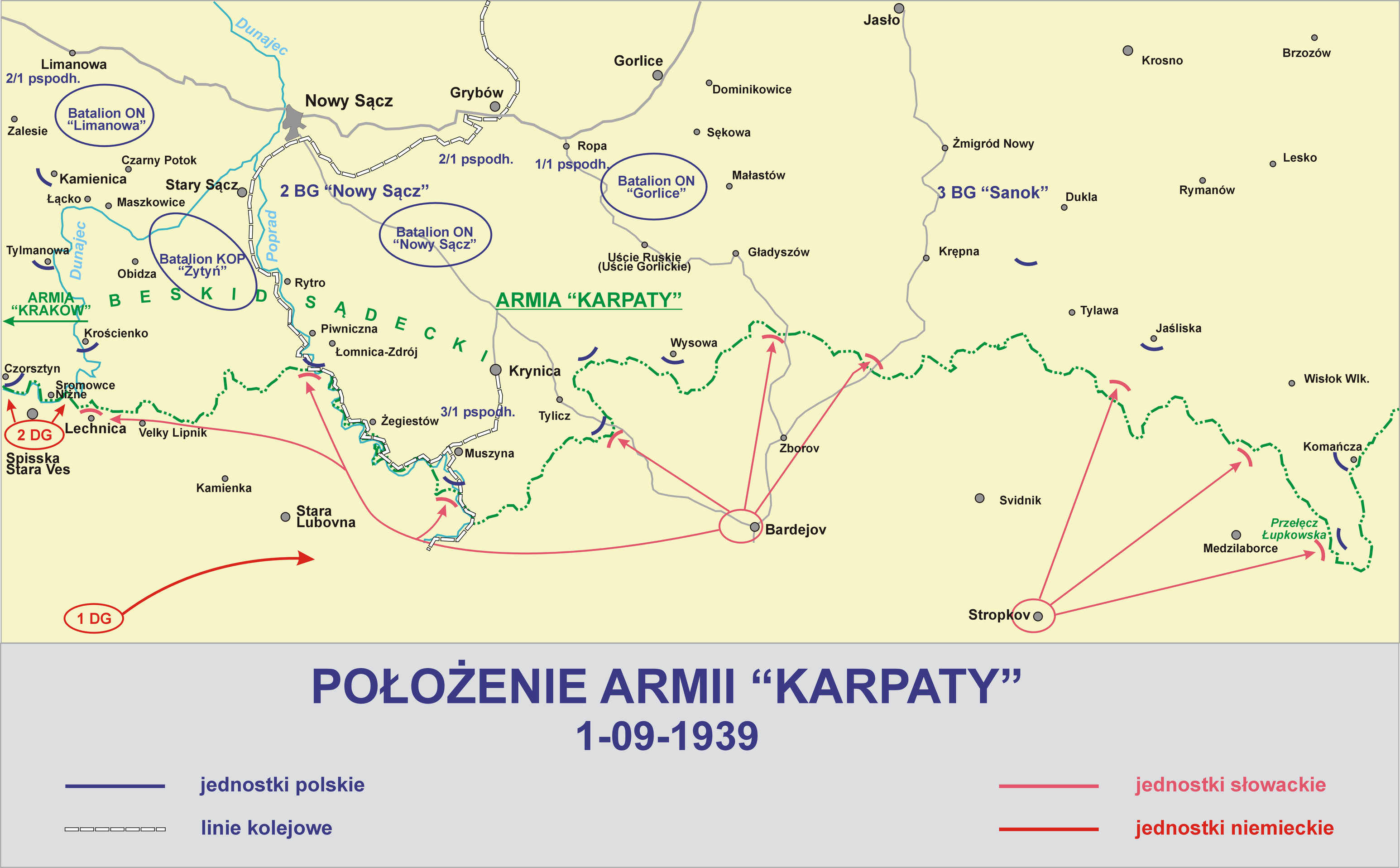
Pułk walczył w składzie armii

W sierpniu 1939 pułk został wyłączony ze składu 21 Dywizji Piechoty Górskiej i początkowo wszedł w skład pododcinka „Nowy Sącz” Armii „Karpaty”, z którego utworzono 2 Brygadę Górską Strzelców. Początkowo walczył poszczególnymi batalionami, osłaniając nadgraniczne rejony w dolinach Popradu, Białej i Ropy.
5 września II batalion walczył w obronie Nowego Sącza, a następnego dnia w rejonie Bobowej. Został tam odcięty od reszty Brygady i stoczył bitwę pod Szymbarkiem, po czym schronił się w górskich lasach, gdzie przetrwał prawie do końca września. Pozostałe bataliony 8 września skoncentrowały się w rejonie Jedlicza koło Jasła, skąd rozpoczęły odwrót na wschód w kierunku Lwowa. 10 września broniły linii Sanu w rejonie Ulucza. Z 11 na 12 września pododdziały pułku walczyły w rejonie Birczy wspólnie z oddziałami 24 Dywizji Piechoty, ponosząc duże straty. 18 września resztki pułku stoczyły ostatni bój pod Rzęsną Ruską, jako straż tylna 24 Dywizji Piechoty. Zaledwie kilkudziesięciu żołnierzy pułku zdołało przebić się do Lwowa.

## Odtworzenie pułku w ramach Armii Krajowej
1 Pułk Strzelców Podhalańskich został odtworzony w ramach Armii Krajowej.

## Strzelcy podhalańscy

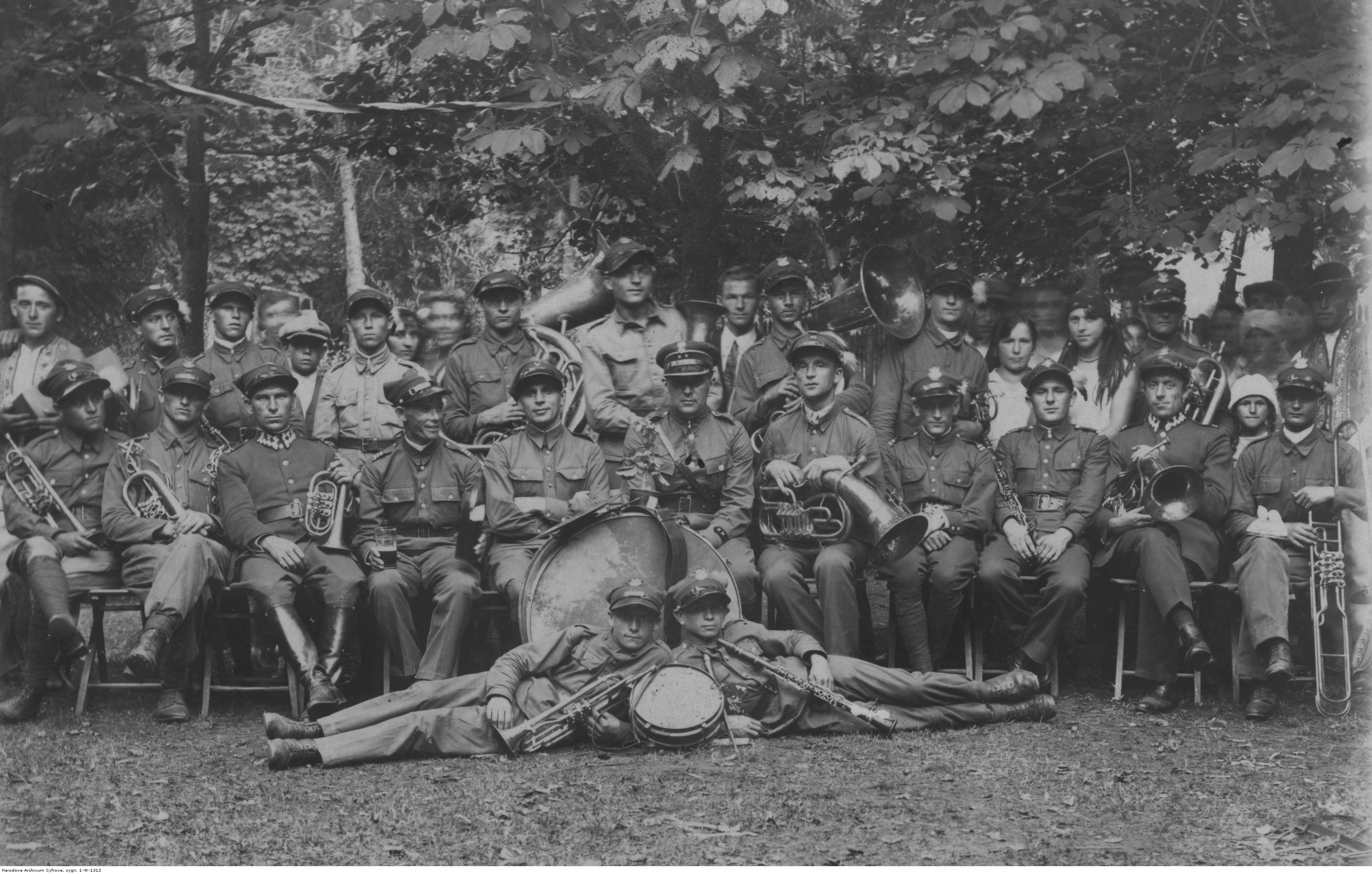
Orkiestra 1 Pułku Strzelców Podhalańskich w Nowym Sączu

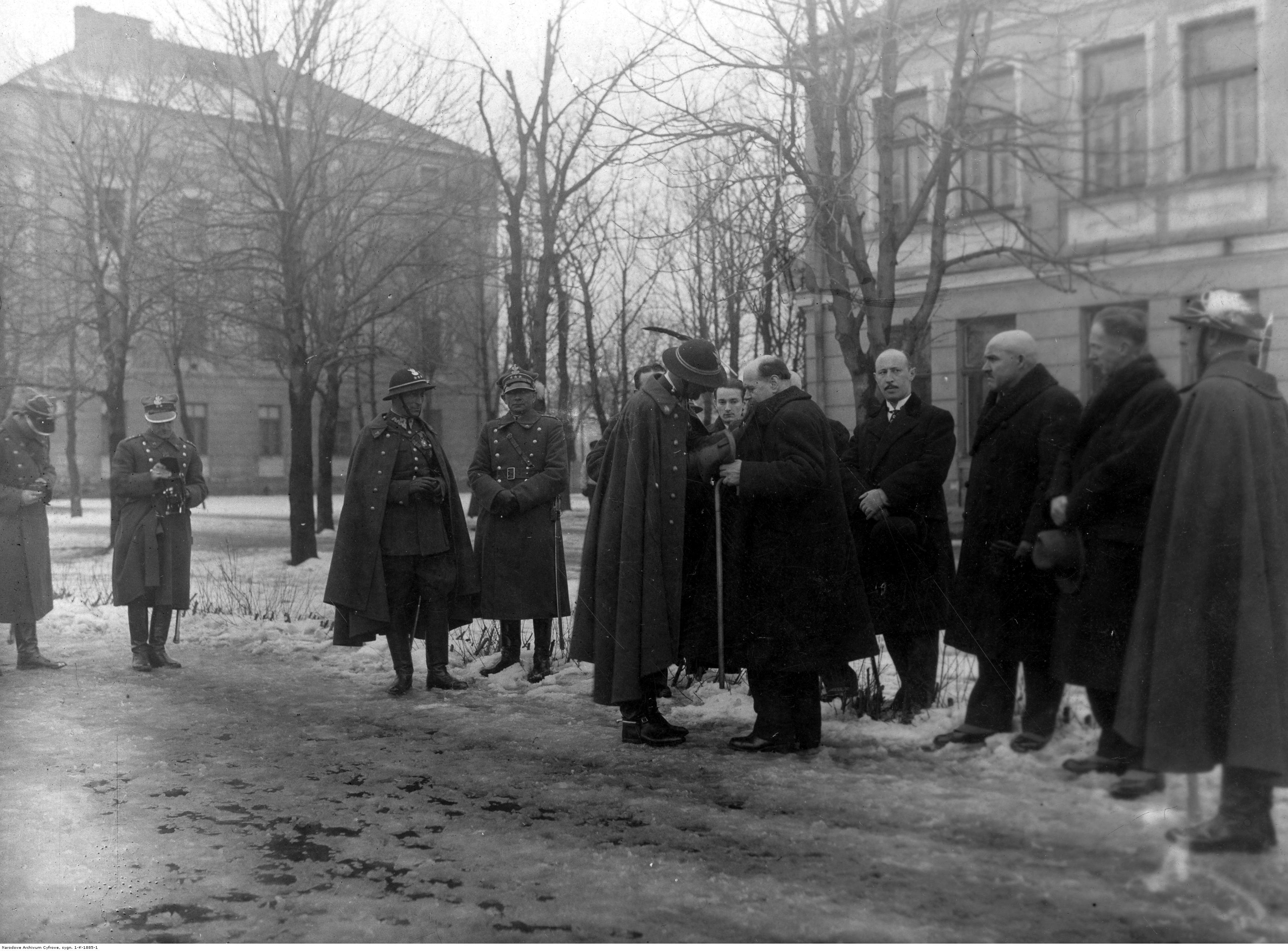
Wręczenie Kazimierzowi Przerwie-Tetmajerowi honorowej odznaki 1 pspodh. w Nowym Sączu

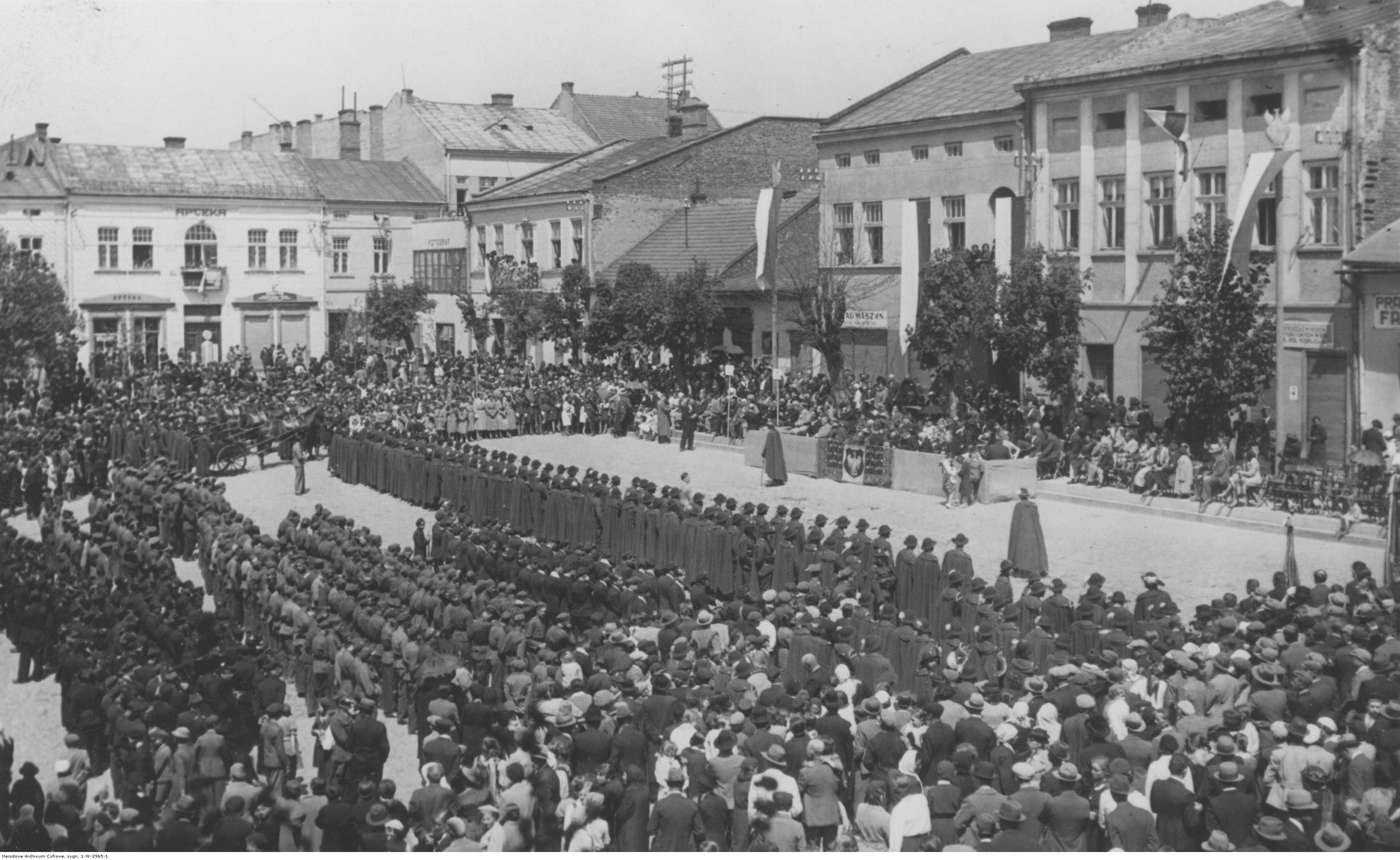
Przekazanie 1 Pułkowi Strzelców Podhalańskich trzech ckm od mieszkańców Gorlic; 1938 r.

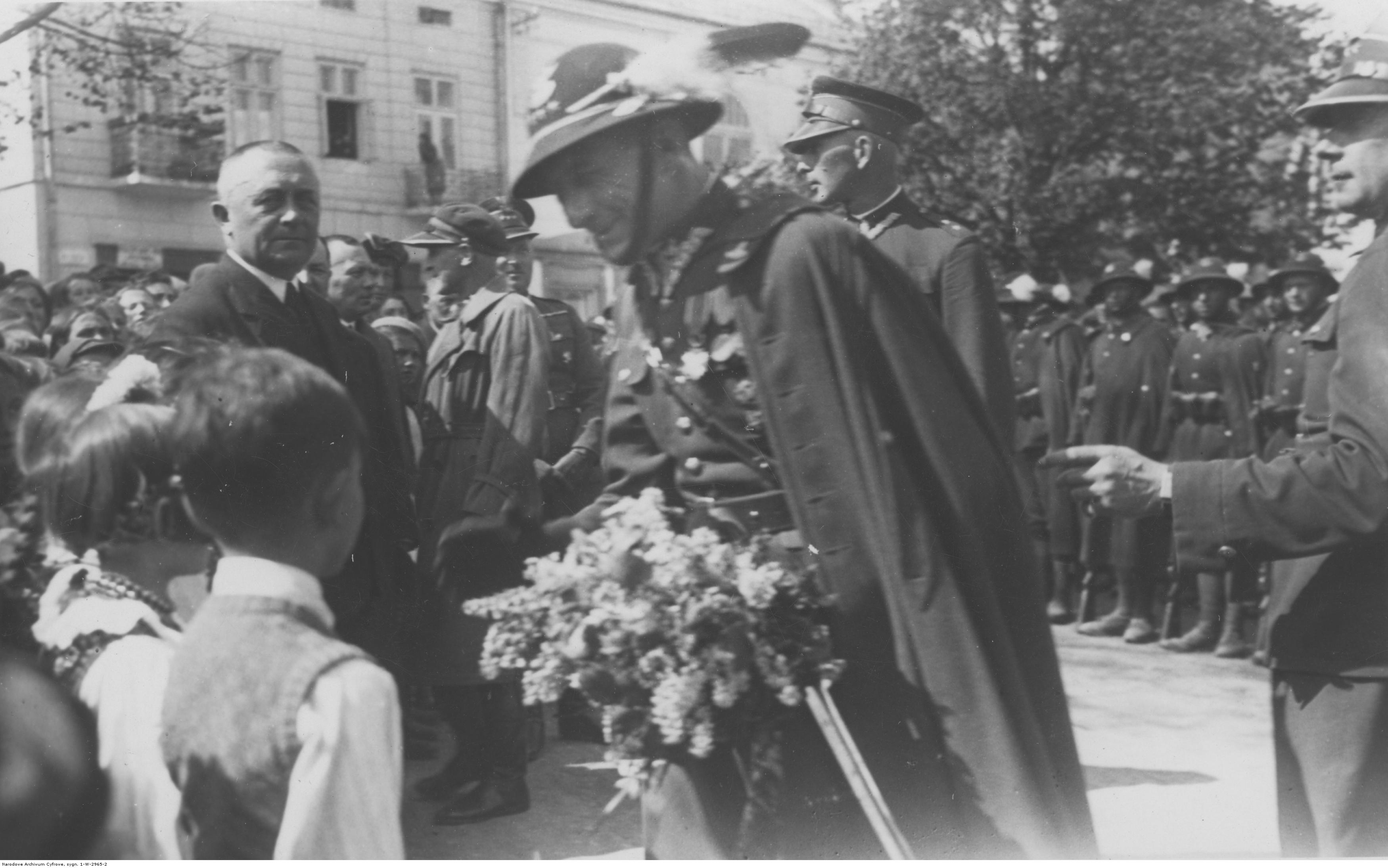
Przekazanie 1 pspodh. trzech ckm od mieszkańców Gorlic – dzieci z kwiatami

Dowódcy pułku
- kpt. Juliusz Siwak[b] (21 XI 1918 – 24 I 1919)
- ppłk / płk piech. Kazimierz Horoszkiewicz (25 I 1919 – 13 X 1921 → dowódca piechoty dywizyjnej 2 Dywizji Górskiej)
- płk Jerzy Kazimierz Dobrodzicki (15 IX 1921 – 14 X 1926 → dowódca piechoty dywizyjnej 18 DP[17])
- płk SG Franciszek Seweryn Wład (14 X 1926[18] – 17 III 1927 → dowódca piechoty dywizyjnej 25 DP[19])
- ppłk / płk dypl. piech. Witold Wartha (III 1927 – I 1930 → I oficer sztabu Inspektora Armii w Warszawie)
- płk dypl. piech. Kazimierz Bogumił Janicki (I 1930 – 28 VI 1932 → szef Dep. Piechoty MSWojsk.)
- ppłk piech. Zygmunt Krudowski (VI 1932 – III 1934 → dyspozycja dowódcy OK V)
- ppłk / płk dypl. piech. Kazimierz Aleksandrowicz (IV 1934[20] – II 1938 → szef sztabu DOK I)
- płk dypl. piech. Alfred Krajewski (13 II 1938[21] – 10 IX 1939 → dowódca piechoty dywizyjnej 24 DP)
- mjr Marian Michał Serafiniuk (od 10 IX 1939)

Zastępcy dowódcy pułku
- ppłk piech. Józef Kowzan (10 VII 1922[23] – 29 VI 1924 i 5 VIII 1924 – VIII 1926[24])
- ppłk piech. Jan II Kubin (X 1926 – IV 1928 → zastępca dowódcy 77 pp)
- ppłk piech. Zygmunt Krudowski (IV 1928 – 1932 → dowódca 1 pspodh)
- ppłk dypl. Marian Porwit (1932[25] – XII 1934 → dowódca 44 pp)
- ppłk Zygmunt Bezeg (21 III 1935 – VIII 1939 → dowódca Ośrodka Zapasowego 21 DP)

### Obsada personalna w 1939 roku
Obsada personalna i struktura organizacyjna w marcu 1939 roku:
- dowódca pułku – płk dypl. Alfred Krajewski
- I zastępca dowódcy – ppłk Zygmunt Longin Bezeg
- adiutant – kpt. Józef Piotr Nikorowicz
- starszy lekarz – mjr dr Stanisław Augustyn
- młodszy lekarz – por. lek. Wacław Wołyńcewicz
- II zastępca dowódcy (kwatermistrz) – mjr Jan Witowski
- oficer mobilizacyjny – kpt. adm. (piech.) Jan Kuczek
- z-ca oficera mobilizacyjnego – kpt. Ernest Filip Herold
- oficer administracyjno-materiałowy – kpt. adm. (piech.) Izydor Templer
- oficer gospodarczy – kpt. int. Marian Feliks Pachoń
- oficer żywnościowy – vacat
- dowódca kompanii gospodarczej i oficer taborowy – kpt. tab. Lucjan Eugeniusz Niedzielski
- kapelmistrz – kpt. adm. (kapelm.) Jan Teofil Walter
- dowódca plutonu łączności – por. Marian Antoni Serafin
- dowódca plutonu pionierów – kpt. Marcin Łyszczarz
- dowódca plutonu artylerii piechoty – kpt. Józef V Lewandowski
- dowódca plutonu ppanc. – por. Tadeusz Czesław Rekucki
- dowódca oddziału zwiadu – por. Paluch Jan Kazimierz

I batalion
- dowódca batalionu – mjr Andrzej Mieczysław Wójcik
- dowódca 1 kompanii – por. Franciszek Wiktor Klimkowicz
- dowódca plutonu – ppor. Kazimierz Wiesław Pagacz
- dowódca 2 kompanii – kpt. Jan Adolf Janiczek
- dowódca plutonu – por. Mikołaj Mach
- dowódca plutonu – ppor. Andrzej Skubisz
- dowódca 3 kompanii – por. Marian Gerard Berling
- dowódca 1 kompanii km – kpt. Edward Wojciech Dietrich
- dowódca pluton – ppor. Stanisław Węgrecki

II batalion
- dowódca batalionu – mjr Bolesław Miłek
- dowódca 4 kompanii – kpt. Stanisław Krasowski
- dowódca plutonu – ppor. Jan Stefan Lassota
- dowódca 5 kompanii – kpt. Włodzimierz Winiarski
- dowódca plutonu – por. Kazimierz Sochacki
- dowódca plutonu – ppor. Zbigniew Konrad Wyrwicz
- dowódca 6 kompanii – por. Feliks Szczepański
- dowódca 2 kompanii km – kpt. Władysław Ullman
- dowódca plutonu – por. Jan Marian Krukowski

III batalion
- dowódca batalionu – mjr Marian Michał Serafiniuk
- dowódca 7 kompanii – kpt. Mieczysław Białkowski
- dowódca plutonu – ppor. Józef Konstanty Gnatek
- dowódca plutonu – ppor. Stanisław Walenty Nenko
- dowódca 8 kompanii – kpt. Lucjan Świerczewski
- dowódca plutonu – por. Jan Bronisław Humenny
- dowódca plutonu – ppor. Oldrzych Kafka
- dowódca 9 kompanii – kpt. Franciszek Ksawery Czerwiński
- dowódca plutonu – por. Józef Maciej Piekarz
- dowódca plutonu – ppor. Miłosław Włodzimierz Petruszka
- dowódca 3 kompanii km – kpt. Józef Kanikuła
- dowódca plutonu – ppor. Tadeusz Rożniakowski
- na kursie – por. Antoni Stefan Wayda
- na kursie – por. Eugeniusz Raszek

Obsada personalna pułku we wrześniu 1939 roku
Dowództwo
- dowódca – płk dypl. Alfred Krajewski (do 10 IX 1939)
- I adiutant – kpt. Józef Nikorowicz
- II adiutant – kpt. Ernest Horold, por. rez. Jan Rzońca
- oficer łączności – por. Marian Serafin
- kwatermistrz – kpt. adm. (piech.) Izydor Templer
- oficer żywnościowy – chor. Józef Szarek
- naczelny lekarz – por. lek. Maksymilian E. Herold, por. lek. Tadeusz Michalski
- kapelan – ks. kapelan Jan Wilk
- dowódca kompanii gospodarczej i kapelmistrz (od ok. marca 1938) – kpt. Jan Walter[28]
- szef kompanii – st. sierż. Franciszek Radzik

I batalion
- dowódca – mjr Andrzej Mieczysław Wójcik
- adiutant – ppor. rez. Władysław Dura
- dowódca 1 kompanii strzeleckiej – por. Kazimierz Sochacki (zm. 16 IX 1939 w Gródku Jagiellońskim), ppor. Wyrwicz
- szef kompanii – plut. Władysław Leżański
- dowódca 2 kompanii strzeleckiej – kpt. Jan Janiczek
- szef kompanii – plut. Edward Wnęk
- dowódca 3 kompanii strzeleckiej – por. rez. Stanisław Michalik
- dowódca plutonu – ppor. Andrzej Skubisz
- szef kompanii – st. sierż. Ludwik Skoczeń
- dowódca 1 kompanii ckm – kpt. Edward Dietrich (do 7 IX 1939), potem ppor. Stanisław Węgrecki
- dowódca I plutonu – ppor. Stanisław Węgrecki
- dowódca II plutonu – ppor. rez. Ignacy Grzegorzak
- dowódca III plutonu – plut. Konstanty Halkowicz
- dowódca plutonu moździerzy – ppor. rez. Antoni Chrząszcz
- zastępca dowódcy plutonu – kpr. zaw. Zbigniew Waligóra
- szef kompanii sierż. Tomasz Polański

II batalion
- dowódca – mjr Bolesław Miłek (do 7 IX 1939), następnie kpt. Edward Dietrich (od 8 IX 1939)
- lekarz – pchor. lek. Durałowicz
- dowódca 4 kompanii strzeleckiej – dowódca por. Mikołaj Mach
- dowódca I plutonu – ppor. rez. Stanisław Antoni Długosz
- szef kompanii – st. sierż. Józef Kołek
- dowódca 5 kompanii strzeleckiej – ppor. Marian Wyrwicz
- szef kompanii – st. sierż. Stanisław Paździor
- dowódca 6 kompanii strzeleckiej – kpt. Włodzimierz Winiarski
- dowódca I plutonu – ppor. rez. Henryk Jan Król
- dowódca II plutonu – ppor. rez. Witold Jan Horain
- dowódca III plutonu – ppor. rez. Lesław Jan Stanisław Wojtyga
- szef kompanii – st. sierż. Julian Siwak
- dowódca 2 kompanii ckm – por. Jan Stanisław Kukla
- dowódca I plutonu – ppor. rez. Andrzej Giełczyński
- szef kompanii – sierż. Leopold Marszałek

III batalion
- dowódca – mjr Marian Michał Serafiniuk (od 10 IX 1939 dowódca pułku), następnie kpt. Lucjan Świerczewski
- adiutant – ppor. rez. Roman Wojnarowski
- lekarz – ppor. lek. dr Izrael Sroka
- dowódca 7 kompanii strzeleckiej – kpt. Mieczysław Białkowski
- szef kompanii – sierż. Bogusław Trefon
- dowódca 8 kompanii strzeleckiej – kpt. Lucjan Świerczewski (do 10 IX 1939), następnie por. Jan Bronisław Humenny, a od 12 IX 1939 – ppor. rez. Władysław Maksymilian Śmiałek
- dowódca I plutonu – por. Jan Bronisław Humenny
- dowódca II plutonu – ppor. rez. Władysław Maksymilian Śmiałek, a następnie ppor. rez. Olszowski
- dowódca III plutonu – ppor. rez. Franciszek Ksawery Gach (do 12 IX 1939), a następnie sierż. pchor. Eugeniusz Bachleda
- szef kompanii – st. sierż. Stanisław Krupski
- dowódca 9 kompanii strzeleckiej – kpt. Franciszek Ksawery Czerwiński
- dowódca I plutonu – por. Kazimierz Biel
- dowódca II plutonu – por. rez. Jan Franciszek Godula
- dowódca III plutonu – sierż. pchor. Leon Jasiński (poległ 7 IX 1939 w Korczynie)
- szef kompanii – st. sierż. Bronisław Dobrowolski
- dowódca 3 kompanii ckm – kpt. Józef Kanikuła
- szef kompanii – st. sierż. Władysław Prokop

Pododdziały specjalne
- dowódca kompanii zwiadu – por. Jan Paluch
- dowódca plutonu zwiadu konnego – ppor. rez. Krzysztof Henisz
- zastępca dowódcy plutonu – wachm. Roman Burczy
- dowódca plutonu kolarzy – ppor. rez. Adam Jordan
- zastępca dowódcy plutonu – kpr. ndt. Zygmunt Kalisz
- dowódca kompanii przeciwpancernej – por. Klimkowicz, por. Tadeusz Czesław Rekucki
- dowódca 1 plutonu – chor. Marian Wawro
- szef kompanii – plut. Józef Michalik
- dowódca plutonu łączności – por. Marian Antoni Serafin
- zastępca dowódcy plutonu – sierż. Stanisław Siedlarz
- dowódca plutonu pionierów – por. Marian Gerard Berling
- zastępca dowódcy plutonu pionierów – st. sierż. Józef Kącki
- dowódca plutonu artylerii piechoty – por. rez. Jan Szymon Szczerbowski
- zastępca dowódcy plutonu artylerii piechoty – plut. pchor. rez. Andrzej Pogorzelski
- dowódca plutonu przeciwgazowego – NN
- zastępca dowódcy plutonu – kpr. zaw. Jan Trela

### Żołnierze 1 pułku strzelców podhalańskich – ofiary zbrodni katyńskiej
Biogramy zamordowanych oficerów znajdują się na stronie internetowej Muzeum Katyńskiego
| Nazwisko i imię          | stopień                  | zawód             | miejsce pracy przed mobilizacją      | zamordowany |
| ------------------------ | ------------------------ | ----------------- | ------------------------------------ | ----------- |
| Chudzikiewicz Wiktor     | por. rez.                | nauczyciel        | gimnazjum w Zakopanem                | Katyń       |
| Flis Adam Bogusław       | ppor. rez.               | nauczyciel, mgr   | Gimnazjum i Liceum w Grybowie        | Katyń       |
| Gołębiowski Mieczysław   | ppor. rez.               | chemik, mgr       | Rejon Kontroli Skarbowej w Białej    | Katyń       |
| Jagosz Alojzy Jan        | ppor. rez.               | nauczyciel        | Szkoła Powszechna w Koniakowie       | Katyń       |
| Karbowski Włodzimierz    | ppor. rez.               | urzędnik          | Sąd Grodzki w Jabłonkowie            | Katyń       |
| Kuziel Stefan            | kpt. w st. sp.           | prawnik           | kancelaria adw. w Nowym Sączu        | Katyń       |
| Mucha Adam Stefan        | ppor. rez.               |                   |                                      | Katyń       |
| Nieć Władysław           | ppor. rez.               | nauczyciel        | Średnia Szkoła Handlowa w Grodnie    | Katyń       |
| Obrzut Henryk            | ppor. rez.               |                   |                                      | Katyń       |
| Przewoźniak Ferdynand    | ppor. rez.               |                   |                                      | Katyń       |
| Rakowski Czesław         | ppor. rez.               | handlowiec        |                                      | Katyń       |
| Raszek Eugeniusz         | porucznik                | żołnierz zawodowy | na kursie                            | Katyń       |
| Stoch Edward Marcin      | ppor. rez.               | prawnik           |                                      | Katyń       |
| Ślepiak Stanisław Marian | ppor. rez.               | urzędnik          | Urząd Skarbowy w Zakopanem           | Katyń       |
| Świtaj Mieczysław        | ppor. rez.               | prawnik           |                                      | Katyń       |
| Wyczesany Marceli        | ppor. rez.               | urzędnik          | Urząd Pocztowy w Słotwinie           | Katyń       |
| Wydra Roman Kazimierz    | ppor. rez.               | nauczyciel        | Szkoła Powszechna w Łapanowie        | Katyń       |
| Mamak Kazimierz          | podporucznik rezerwy     | urzędnik          |                                      | Charków     |
| Mączka Tadeusz           | podporucznik rezerwy     | urzędnik          |                                      | Charków     |
| Nenko Stanisław          | podporucznik rezerwy     |                   |                                      | Charków     |
| Piwowar Ferdynand        | podporucznik rezerwy     | nauczyciel        | kier. szkoły w Mrzygłodzie           | Charków     |
| Radwański Zdzisław       | podporucznik rezerwy     | prawnik, mgr      |                                      | Charków     |
| Rola Stanisław Józef     | plutonowy pchor. rezerwy | prawnik           |                                      | Charków     |
| Szczerba Stanisław       | podporucznik rezerwy     |                   |                                      | Charków     |
| Szepieniec Władysław     | porucznik rezerwy        |                   | dyr. Zakładów Garbarskich w Krakowie | Charków     |
| Mirtyński Zygmunt        | porucznik rezerwy        | nauczyciel        | dyr. gimnazjum w Trembowli           | ULK         |
| Piekarz Józef            | porucznik                | żołnierz zawodowy |                                      | ULK         |

## Symbole pułku
Sztandar

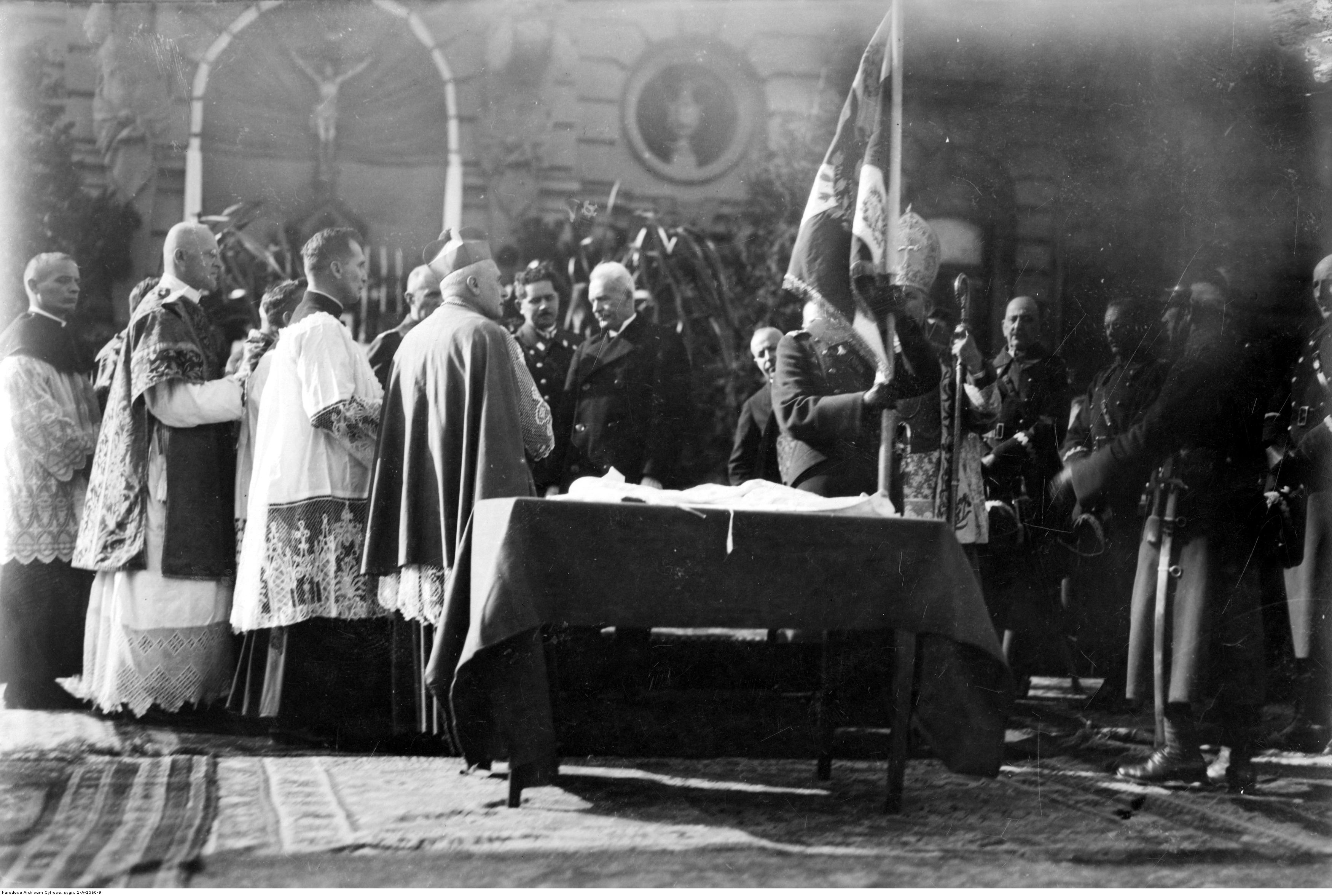
Wizyta prezydenta RP Ignacego Mościckiego w Nowym Sączu – poświęcenie sztandaru 1 Pułku Strzelców Podhalańskich; październik 1928

Nadanie sztandaru i zatwierdzenie jego wzoru ujęte zostało w Dzienniku Rozkazów MSWojsk. z 1928, nr 31, poz. 340. Sztandar, ufundowany przez miasta Nowy Sącz, Limanowa, Nowy Targ i Gorlice pułkowi wręczył prezydent Ignacy Mościcki w Nowym Sączu 21 października 1928.
Wrześniowe losy sztandaru
Według relacji grupy oficerów 1 pspodh. znajdujących się w obozie jenieckim w Arnswalde, zdając dowództwo mjr. Marianowi Serafiniukowi etatowy dowódca pułku płk dypl. Alfred Krajewski pozostawił sztandar przy III batalionie. Sztandar ochraniał poczet 12 żołnierzy pod dowództwem ppor. rez. Giełczyńskiego. 14 września zdecydowano odesłać sztandar do OZ 21 DPG w Brzeżanach. Eskortę stanowili ppor. Giełczyński, 1 podoficer i 1 szeregowiec.

W zestawie relacji z Banknock jest zapis: 1 Pułk Strzelców Podhalańskich: sztandarem opiekował się z polecenia dowódcy pułku jego kierowca samochodowy sierż. Andrzej Leśniak. W krytycznej sytuacji przekazał sztandar mjr. Serafiniukowi, a dalsze jego losy nieznane.
Odznaka pułkowa
Zatwierdzona w Dzienniku Rozkazów Ministerstwa Spraw Wojskowych nr 23, poz. 285 z 31 lipca 1931 roku. Odznakę stanowi stylizowana swastyka ułożona z góralskich ciupag, na tle dwunastu gałązek jedliny. W środku odznaki na romboidalnej tarczy wpisano numer i inicjały „1 PSP”. Między ciupagami nazwy pól bitewnych: BRZEŚĆ, BIAŁYSTOK, KIJÓW, GRODNO. Trzyczęściowa – wykonana w srebrze. Na rewersie próba srebra i imiennik grawera „AB”. Wymiary: 39x39 mm; wykonanie: Adam Batko – Nowy Sącz.

## Upamiętnienie
- 27 kwietnia 1939 w koszarach w Nowym Sączu została odsłonięta tablica upamiętniająca żołnierzy pułku poległych i rannych na polach czadeckich[36].
- Dowódcy 1 pułku strzelców podhalańskich zostali uhonorowani na tablicy pamiątkowej, umieszczonej w kościele św. Kazimierza w Nowym Sączu w 1988[37].
- Jedna z ulic w Nowym Sączu otrzymała nazwę 1 Pułku Strzelców Podhalańskich[38].
- W 1991 Karpacki Oddział Straży Granicznej przyjął imię 1 Pułku Strzelców Podhalańskich

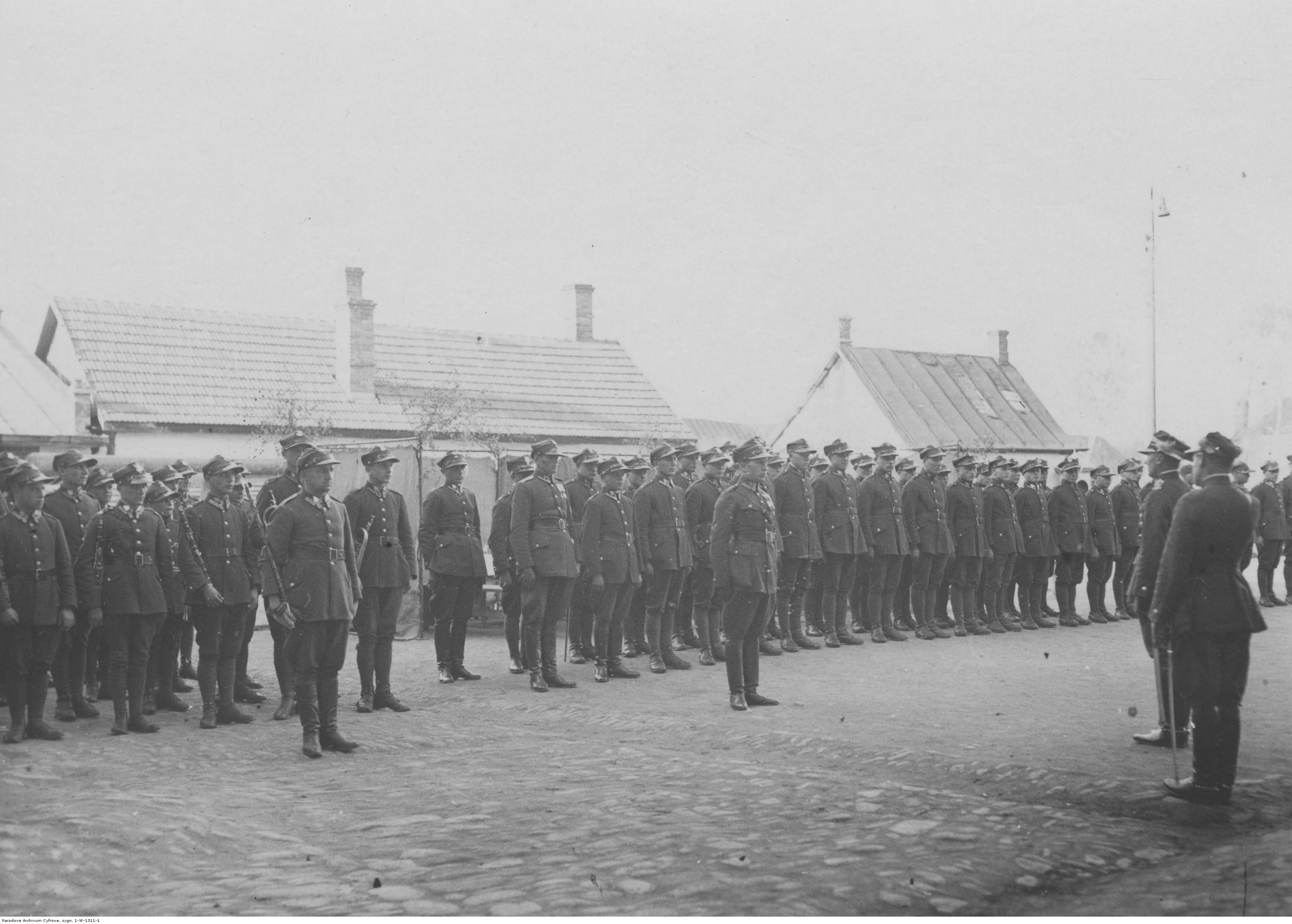
Odsłonięcie tablicy pamiątkowej ku czci żołnierzy 1 pspodh. w Nowym Sączu